# Falešná kočička (film, 1926)
Falešná kočička (též Když si žena umíní) je československý komediální němý film z roku 1926 režiséra Svatopluka Innemana. Hlavní roli v něm ztvárnil Vlasta Burian, pro něhož to byla druhá filmová role. Snímek je první adaptací stejnojmenné divadelní hry Josefa Skružného. Ten společně s šestnáctiletým Elmarem Klosem napsal scénář filmu.
Ve druhé polovině 30. let 20. století vznikly dva zvukové filmy adaptující Skružného hru: českojazyčný film Falešná kočička (1937) a německojazyčný film Zamilovaná srdce (1938).

## Děj
Bohatý zubař Karel Werner (Karel Hašler) je už otráven namyšleností bohatých žen a tak se rozhodl, že svojí nevzdělanou lásku najde mezi prostými dívkami na ulici. Po několika zklamáních ji najde v nevzdělané a rozpustilé Milče (Zdena Kavková). Za půl roku z ní udělá slušně vychovanou dámu, do které se i zamiluje. Wernera pak čeká překvapení, když zjistí, že Milča se ve skutečnosti jmenuje Janotová, že je dcerou továrníka Janoty (Jiří Dréman) a že dokonce angažovala falešného tátu – Vendelína Pletichu (Vlasta Burian). Ten pozná ve Wernerově hospodyni Amálce Holoubkové (Antonie Nedošinská) svou dávnou lásku. A tak jsou nakonec dvě svatby: Milča si bere Wernera a Amálka Pletichu.

## Obsazení
| Vlasta Burian           | tulák Vendelín Pleticha                |
| Karel Hašler            | zubní lékař MUDr. Karel Verner         |
| Zdena Kavková           | Milča Janotová, dcera továrníka Janoty |
| Jiří Dréman             | továrník Janota, Milčin otec           |
| Antonie Nedošinská      | Amálka Holoubková, hospodyně u Vernera |
| Jára Sedláček           | pan Chládek                            |
| Svatopluk Innemann      | domácí učitel                          |
| Milka Balek-Brodská     | asistentka MUDr. Vernera               |
| Marie Kalmarová         | manekýnka                              |
| Ladislav H. Struna      | apač                                   |
| Nina Burianová          | Milčina přítelkyně                     |
| Filip Balek-Brodský     | pacient u zubaře                       |
| Eduard Šimáček          | pacient u zubaře                       |
| Josef Oliak             | pacient u zubaře                       |
| Ada Velický             | pacient u zubaře                       |
| Jaroslav Marvan         | strážník                               |
| Josef Šváb-Malostranský | účastník průvodu Vltavanů              |
| Alois Charvát           | účastník průvodu Vltavanů              |
| Jindřich Plachta        | raněný na nosítkách                    |

## Autorský tým
- Námět: Josef Skružný
- Scénář: Josef Skružný a Elmar Klos
- Režie: Svatopluk Innemann
- Kamera: Otto Heller
- Výroba a distribuce: Oceanfilm

## Technické údaje
- Rok výroby: 1926
- Premiéra: 24. září 1926
- Zvuk: němý
- Barva: černobílý
- Délka: 1784 metrů
- Druh filmu: komedie
- Ateliéry: Kavalírka
- Země původu: Československo